# 华南理工大学食品科学与工程学院
华南理工大学食品科学与工程学院（简称：华工食品学院）是华南理工大学下属的工科学院，成立于2015年11月，其历史可追溯至1952年华南工学院创立时化学工程系下的相关专业。

## 历史沿革

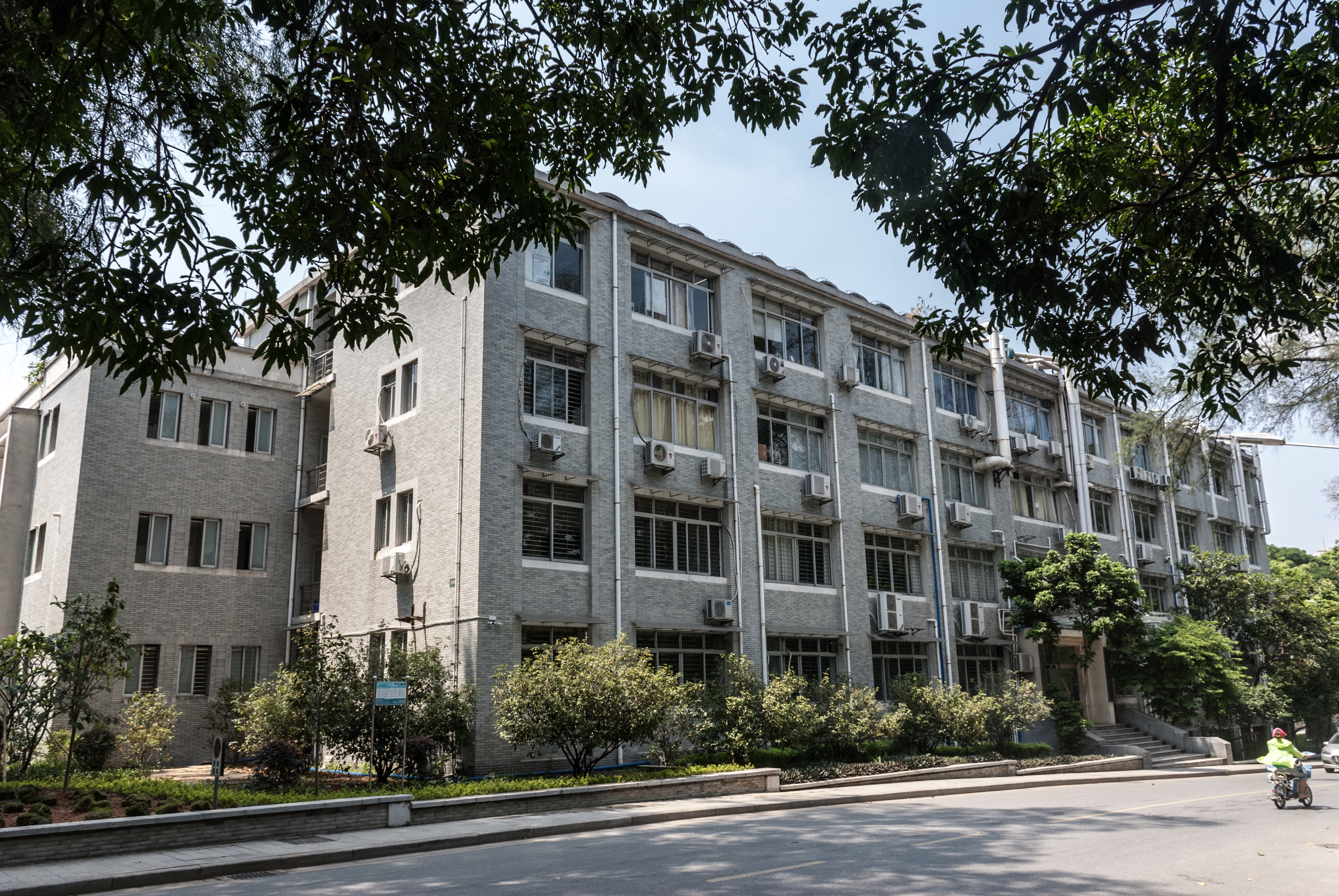
食品学院所在的13号楼为华南工学院化工实验室大楼旧址，其在2014年公布为广州市历史建筑

食品学院成立于2015年11月，其是在原华南工学院相关学科专业基础上发展起来的，其历史可以追溯到1952年，期间经历过多次分合、变更。
1952年华南工学院成立，吸收了中山大学工学院、广东工业专科学校和其他部分学校相关的化工类学科，当时便设有食品工学本科专业:9。
1958年，化工系和造纸系自华南工学院分出，成立华南化工学院，设有食品工艺系和造纸工艺系。1962年8月，两系重新并入华南工学院，并在12月合并为化工二系。
1970年，华南工学院的化工类系所再次分出，成立广东化工学院；后在1978年重新并入华南工学院，设为轻化工系。1982年，轻化工系改为化学工程二系:193。1985年，再改为轻化工程系。
1986年，分为轻化工程系与食品工程系；1994年重新合并，成立轻工食品学院。
1997年，在分出造纸和环境相关学科后，成立食品与生物工程学院；2005年调出生物学科，重新与轻工学院合并为轻工与食品学院。最终在2015年，轻工与食品分开，成立现在的食品科学与工程学院。

## 组织机构

### 学院领导
- 院长：曾新安
- 党委书记：谭志伟
- 副院长：王永华、娄文勇、李晓玺
- 党委副书记：李昀

### 系所
- 食品科学与工程系
- 轻化工研究所
- 食品加工与安全研究所
- 食品生物工程研究所
- 食品营养与健康研究所

### 院内组织
- 学院学术委员会
- 学院学位评定分委员会
- 学院教学指导委员会
- 教授委员会
- 青年教师委员会
- 学院工会、教代会

## 学术科研

### 学科设置
截至2020年2月，食品学院共有如下的博士后流动站、研究生学位授权点和本科专业：
- 博士後流动站：食品科学与工程
- 博士、硕士学位授权点：
  - 一级学科：食品科学与工程
    - 二级学科：食品生物技术、食品工程、海洋食品工程、蛋白质化学与营养、功能碳水化合物、食品安全与控制

  - 一级学科：轻工技术与工程
    - 二级学科：制糖工程
- 本科专业：食品科学与工程、食品质量与安全

其中，食品科学与工程是国家重点学科，并在2017-2019年连续三年在软科世界一流学科排名中位列世界第四；本科食品科学与工程专业为教育部高等学校特色专业和国家级一流本科专业建设点，食品质量与安全专业为省级一流本科专业建设点。
食品学院主要建设的农学在2017年入选“双一流”学科建设名单，2018年进入基本数据指标库（ESI）全球排名前1‰。

### 科研平台
截至2020年2月，食品学院共有如下的科研平台：

| - 国家级 - 小麦和玉米深加工国家工程实验室 - 国家热带特色健康食品国际科技合作基地 - 其他 - 广东省教育厅农产品资源绿色加工重点实验室 - 广东高校脂类研发与应用工程技术研究中心 - 乐百氏-华工大植物蛋白工程研究中心 - 分子酶学与工程广东省国际合作基地 - 广东国际糖业研究中心 | - 省部级 - 淀粉与植物蛋白深加工教育部工程研究中心 - 广东省天然产物绿色加工与产品安全重点实验室 - 广东省食品绿色加工与营养调控工程技术研究中心 - 广东省脂类科学与应用工程技术研究中心 - 广东省冷链食品智能感知与过程控制工程技术研究中心 - 广东省特种酶工程技术研究中心 - 广东省香蕉精深加工与综合利用工程技术研究中心 - 广东省农产品智能冷链物流装备工程实验室 |

## 知名校友
- 姚振华：宝能投资集团董事长[12]
- 张銮：天地壹号饮料股份有限公司副董事长、党支部书记[13]
- 杨李益：广州达桥食品设备有限公司董事长、创始人[14]
- 周雪松：广州合诚实业有限公司技术中心主任，兼广东省功能性食品添加剂及配料工程技术研发中心主任[15]
- 何春华：百事（中国）有限公司质量总监[16]